# Plaine africaine
 (août 2023).
- Si vous ne connaissez pas le sujet, laissez ce bandeau (vous pouvez alors contacter les auteurs).
- Si vous supprimez le contenu mis en cause (vous pouvez préalablement contacter les auteurs),

argumentez précisément cette suppression dans la page de discussion
(un manque de référence n'est pas un argument ; une recherche réelle de référence doit avoir été effectuée, être formellement documentée).

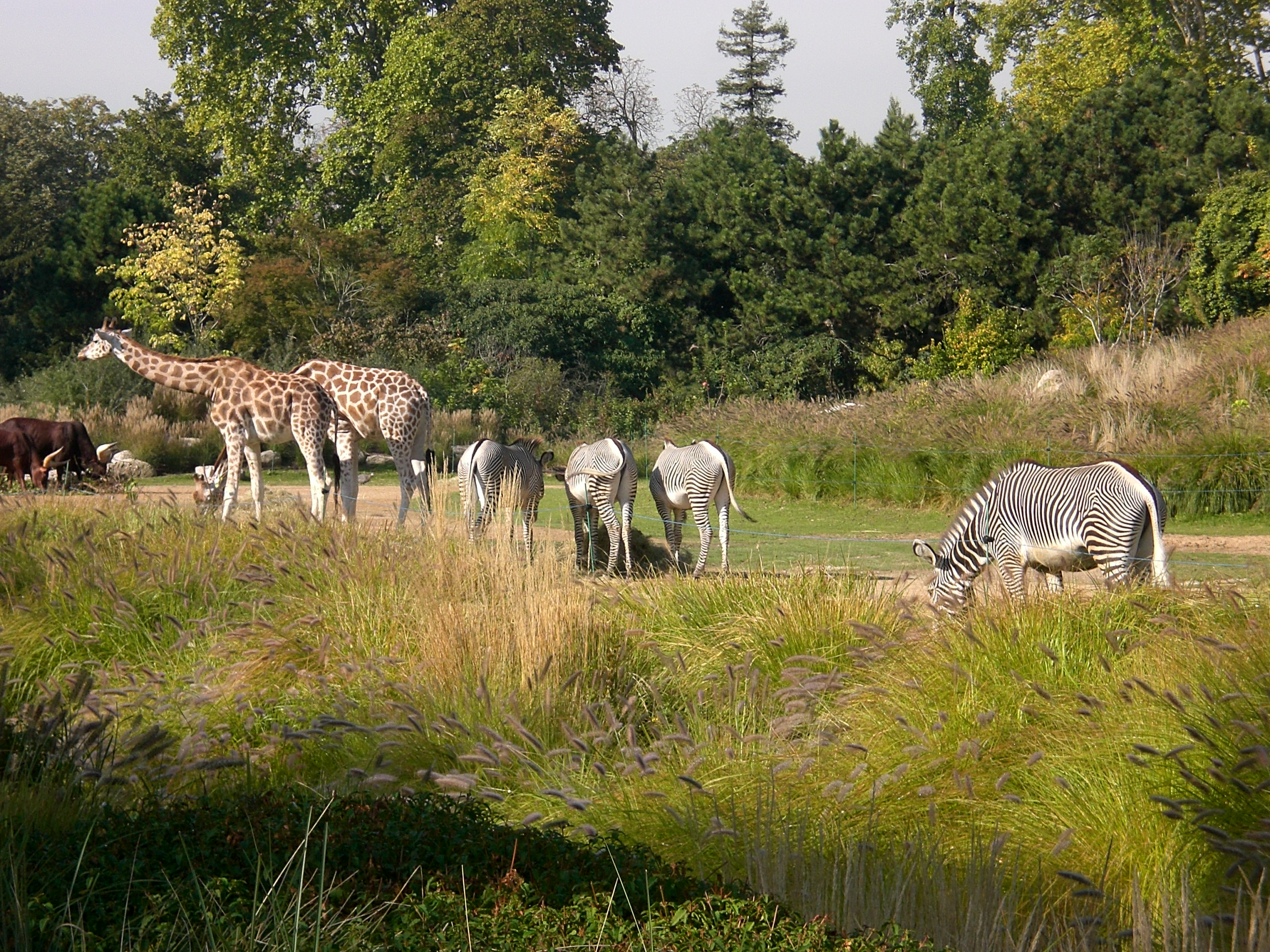
La plaine africaine du jardin zoologique de la ville de Lyon.

Une plaine africaine est un type de vaste enclos conçu pour imiter la savane ou le milieu africain dans un parc zoologique. Une plaine africaine peut être parcourue en voiture à la manière d'un safari ou bénéficier de points de vue permettant au piéton de voir les animaux. 
Le terme de « plaine », dans le jargon des parcs zoologiques, ne désigne pas forcément une étendue plate. Ainsi, une plaine africaine peut être vallonnée, pentue ou accidentée selon le relief du zoo considéré : par exemple, la savane de Beauval possède une partie pentue, ce qui la rend intéressante pour le visiteur. Une plaine africaine peut aussi avoir un bassin ou un étang, des rochers, des arbres vivants, des troncs d'arbres coupés, des souches avec leurs racines... Normalement, chaque espèce a une maison adaptée, même si celle-ci n'est pas forcément visible du public.
Dans une plaine, il doit y avoir au moins trois espèces différentes d'animaux africains et idéalement du même biotope pour que l'appellation "plaine africaine" prenne tout son sens. Par exemple des autruches, des rhinocéros, des gnous et des gazelles peuvent cohabiter dans un grand espace. Une plaine ne comporte pas que des grands animaux, par exemple des larges volières pour oiseaux, singes ainsi que des enclos à petits animaux (servals, porcs-épics, damans...) peuvent être accolés à celle-ci, pour faire une zone thématique.
Elle est caractérisée par la cohabitation de diverses espèces de mammifères herbivores d'Afrique : girafes, zèbres, ânes sauvages, antilopes, buffles, watusis, dromadaires, rhinocéros, éléphants, hippopotames, phacochères, potamochères, mouflons à manchettes, ibex et aussi d'oiseaux africains : autruches, pélicans, cormorans, grues, cigognes, jabirus, marabouts, tantales, pintades, outardes, calaos terrestres, ouettes d'Égypte, dendrocygnes, tadornes, canards, ibis, spatules, aigrettes, hérons, flamants peuvent être observés ensemble comme dans la nature. 
Les antilopes africaines sont aussi nombreuses que les oiseaux, certains parcs en élèvent et collectionnent pas moins d'une quinzaine d'espèces différentes parmi : oryx, addax, hippotragues, élands, gnous, bongos, nyalas, koudous, cobes, sitatungas, blesboks, springboks, impalas, gazelles, dik-diks.

## Cohabitation d'espèces

### Zèbres
Les zoos, qui élèvent beaucoup d'espèces d'herbivores, doivent connaître les comportements de chaque espèce afin d'éviter des agressions mortelles. Par exemple, en 2004, un zèbre a été tué par des hippopotames dans la plaine africaine qu'ils partageaient au zoo de Bâle depuis 1992. Les zèbres et les hippopotames s'entendaient très bien, jusqu'au jour où la femelle hippopotame a eu un petit. Le zèbre mâle étant d'un naturel jaloux et protecteur, a essayé de tuer le petit, et ses parents l'ont défendu, jusqu'à l'accident. Compte tenu de la force des hippopotames et de leurs redoutables mâchoires, le zèbre n'a pas survécu à ses blessures. Depuis les zoos ne font plus cohabiter ces deux espèces.
Les zèbres, notamment s'il s'agit d'un groupe reproducteur qui aura des petits à un moment sont séparés des troupeaux reproducteurs de petites antilopes telles que les damalisques à front blanc, les springboks et autres gazelles, car les zèbres ont, comme dans la nature, la mauvaise habitude de piétiner tout bébé antilope qui vient de naître à découvert et qu'ils découvrent par hasard. Les grandes antilopes (élands, oryx, gnous et hippotragues noirs) sont assez puissantes pour défendre leurs progénitures, alors des combats violents peuvent avoir lieu, les gnous et les hippotragues étant d'un naturel assez agressif.
Si les zèbres et les grandes antilopes à cornes cohabitent dans la nature, ce n'est pas toujours le cas en captivité, même dans une vaste plaine, et certains parcs ont dû les séparer (Cerza, Branféré…). Au parc de Branféré, la plaine africaine fait 5 hectares, mais elle est divisée en deux parties de 2,5 hectares chacune, de ce fait les zèbres ne sont pas mélangés aux gnous bleus, oryx algazelles et damalisques à front blanc. Dans la plaine africaine du Cerza qui fait 6 hectares, les 7 zèbres de Grant ne sont plus présents depuis 2012. Ils sont maintenant situés dans un enclos forestier, dans une autre zone du parc, car ils ne s'entendaient plus avec les rhinocéros et les autres animaux de la plaine.
Les zèbres sont difficiles à placer, car ils restent toujours sauvages, ils peuvent attaquer et tuer les jeunes des antilopes de toutes tailles et des rhinocéros par jalousie, alors des combats violents peuvent avoir lieu (selon la taille et la force des adversaires), ainsi qu'un stress important pour les différentes espèces de la plaine. Les zèbres reproducteurs peuvent néanmoins cohabiter avec des girafes, des autruches et des watusis, si l'enclos est suffisamment vaste (2 hectares). C'est le cas dans les zoos de la Tête d'Or, d'Amnéville et de Champrepus. Dans un enclos très vaste (15 hectares), il peuvent tolérer des élands, gnous et oryx (réserve de Sigean, Thoiry, African Safari, Planète Sauvage, Safari de Peaugres). Les femelles zèbres célibataires, moins agressives, peuvent cohabiter avec de petites antilopes, des cobes de Lechwe, des springboks, des impalas et des gazelles (zoos d'Amnéville, de La Palmyre, de Dallas (en)) : elles sont plus douces quand elles n'ont pas de petits et s'entendent bien entre elles. Les groupes de mâles sont plus compliqués, ils peuvent cohabiter uniquement entre eux, ou alors avec d'autres mammifères mais de sexes mâles (ex. : impalas) pour éviter les conflits, car ils peuvent également « embêter »les femelles d'autres espèces (ex. : antilopes), et cela peut donner des combats entre espèces ou même entre zèbres mâles (à cause de leurs taux de testostérone). Les quatre zèbres de Grévy mâles, qui sont arrivés lors de la création de la plaine africaine du zoo de Montpellier en 2005, ont déménagé en 2008 à la suite de problèmes de cohabitation avec les cobes de Lechwe reproducteurs et les marabouts.
D'autres espèces d'antilopes dissimulent leurs petits pour les protéger des zèbres quand cela est possible comme entre les zèbres de Grévy et les cobes de Mrs Gray à Sigean ou encore entre les zèbres de Hartmann et les cobes de Mrs Gray au parc de la Tête d'or à Lyon. Ces deux plaines possèdent de larges zones de roseaux où les femelles cobes peuvent cacher leurs petits des zèbres. C'est le un comportement que l'on retrouver chez les antilopes « semi-aquatiques » comme les cobes de Lechwe et les sitatungas, ainsi que des impalas et des koudous qui cachent leurs nouveau-nés dans des buissons et des galeries forestières[Quoi ?].

### Rhinocéros
Les rhinocéros blancs sont en général sociaux et paisibles. Toutefois certains ont déjà blessé des zèbres et des gnous (notamment au Cerza et au zoo de La Palmyre en France). Le rhinocéros noir, plus petit et moins gros que son cousin, est cependant de nature plus agressive et solitaire. Il n'accepte que les gazelles et espèces voisines (springboks, gazelles Dorcas, de Thomson, de Mhorr, impalas) dans son habitat, car celles-ci sont petites et n'oseraient pas l'affronter. De plus, elles peuvent largement lui échapper en cas de problème. Les rhinocéros peuvent également cohabiter avec des carnivores, notamment des guépards (zoo de Leipzig) ou des lycaons (Borås Djurpark (en)). 

### Oiseaux
Les marabouts, les cigognes, les grues, les ibis, les aigrettes, les pintades, etc. sont potentiellement en danger sur une plaine africaine. En effet, les parcs sont obligés de leur éjointer les ailes pour que ces oiseaux ne s'envolent pas, ce qui complique leur reproduction (le mâle ne pouvant trouver un équilibre sur la femelle à ce moment-là) et les met en danger (incapables de fuir un danger en s'envolant et de faire leur nid en haut d'un arbre). Il a déjà été vu, dans un zoo français[Lequel ?], un zèbre en train de piétiner des grues et des marabouts par exemple. Malgré cela, on trouve beaucoup d'oiseaux dans les plaines africaines, comme des pintades de Numidie, des pélicans blancs et des grues royales au Burgers' zoo, ou encore des calaos terrestres et des pintades de Numidie au zoo de Leipzig. 

### Antilopes
Il est possible de faire cohabiter les antilopes avec des girafes, des autruches, des rhinocéros blancs, des watusis si l'enclos est vaste, en sachant toutefois que toutes les espèces d'antilopes ne peuvent cohabiter entre elles. Les oryx, les gnous, les élands et les damalisques peuvent pourchasser les koudous, les guibs, les nyalas et les cobes de Lechwe (zoos de la Boissière du Doré et de Beauval...]. Cependant sur de très vastes plaines de plusieurs dizaines d'hectares, comme à la réserve africaine de Sigean, African Safari, la réserve africaine de Thoiry, au safari de Peaugres, au zoo du Reynou, à Planète Sauvage. 
Sur 2 hectares, il est possible de faire cohabiter une grande avec une petite ou une moyenne antilope, par exemple, des gnous avec des springboks ou encore des oryx avec des damalisques à front blanc, car ces petites antilopes sont rapides, malgré leurs tailles plus réduites; les springboks ne craignent pas vraiment les gnous, car ils sont plus petits, et encore plus rapides : un gnou peut atteindre 71 km/h contre 81 km/h pour un springbok. De plus, un springbok ne broute que des petites herbes et plantes alors qu'un gnou consomme une végétation plus importante.
Certaines espèces, qui entrent en compétition parce qu'elles occupent dans la nature des biotopes semblables, ne sont pas placées dans un même enclos : par exemple, les sitatungas et les cobes de Lechwe s'affronteraient pour occuper la même zone humide.
Les espèces comme les élands du Cap et les grand koudous, qui appartiennent à des genres différents, Taurotragus et Tragelaphus, risqueraient de s'hybrider et donc ne sont pas mis ensemble.
Il en est de même pour les genres Addax, Oryx et Hippotragus, entre lesquels l'hybridation est possible.

## Soins selon l'origine géographique
Les rhinocéros, les zèbres communs (de Grant et de Chapman), les girafes (hormis les sous-espèces désertiques) et certaines antilopes (gazelles de Thomson, bongos, impalas, guibs, cobes, hippotragues) sont sensibles au froid et ne peuvent pas supporter des températures inférieures à 10 à 12 °C (d'après certains zoos français[source insuffisante]), contrairement à d'autres animaux africains pouvant vivre dans des zones plus froides (désertiques ou montagneuses) : gazelle dorcas, gazelle de Mhorr, springbok, éland, gnou à queue blanche, grand koudou, oryx, addax, mouflon à manchettes, zèbre de montagne, girafe du désert[précision nécessaire], guépard,  lion du désert[précision nécessaire], léopard, caracal, chacal, magot, babouin hamadryas, suricate, hyène, autruche, hippopotame[source insuffisante] et dromadaire peuvent supporter des températures plus basses, jusqu'à −13 °C (0 °C pour l'hippopotame), car dans les déserts africains, il peut faire à certaines périodes plus froid que dans les réserves animalières du Kenya ou de Tanzanie, des régions tropicales où il n'y a jamais de températures très froides. Les températures les plus basses enregistrées sont de 12 °C la nuit dans la réserve du Masaï Mara au Kenya, et de 14 °C dans celle du Serengeti en Tanzanie.
Les herbivores des régions désertiques ne doivent pas manger des graminées trop riches (du foin leur suffit), et un apport de blocs de sels minéraux est indispensable au quotidien. Un taux d'humidité supérieur à 50 % peut leur être fatal à long terme, à cause d'un parasite interne.

## Zoos français ayant une plaine africaine
- ZooParc de Beauval[8]
- Safari de Peaugres[9]
- Planète sauvage[10]
- Réserve africaine de Sigean[11]
- Parc du Reynou[12]
- Cerza Parc[13]
- Parc zoologique de Thoiry[14]

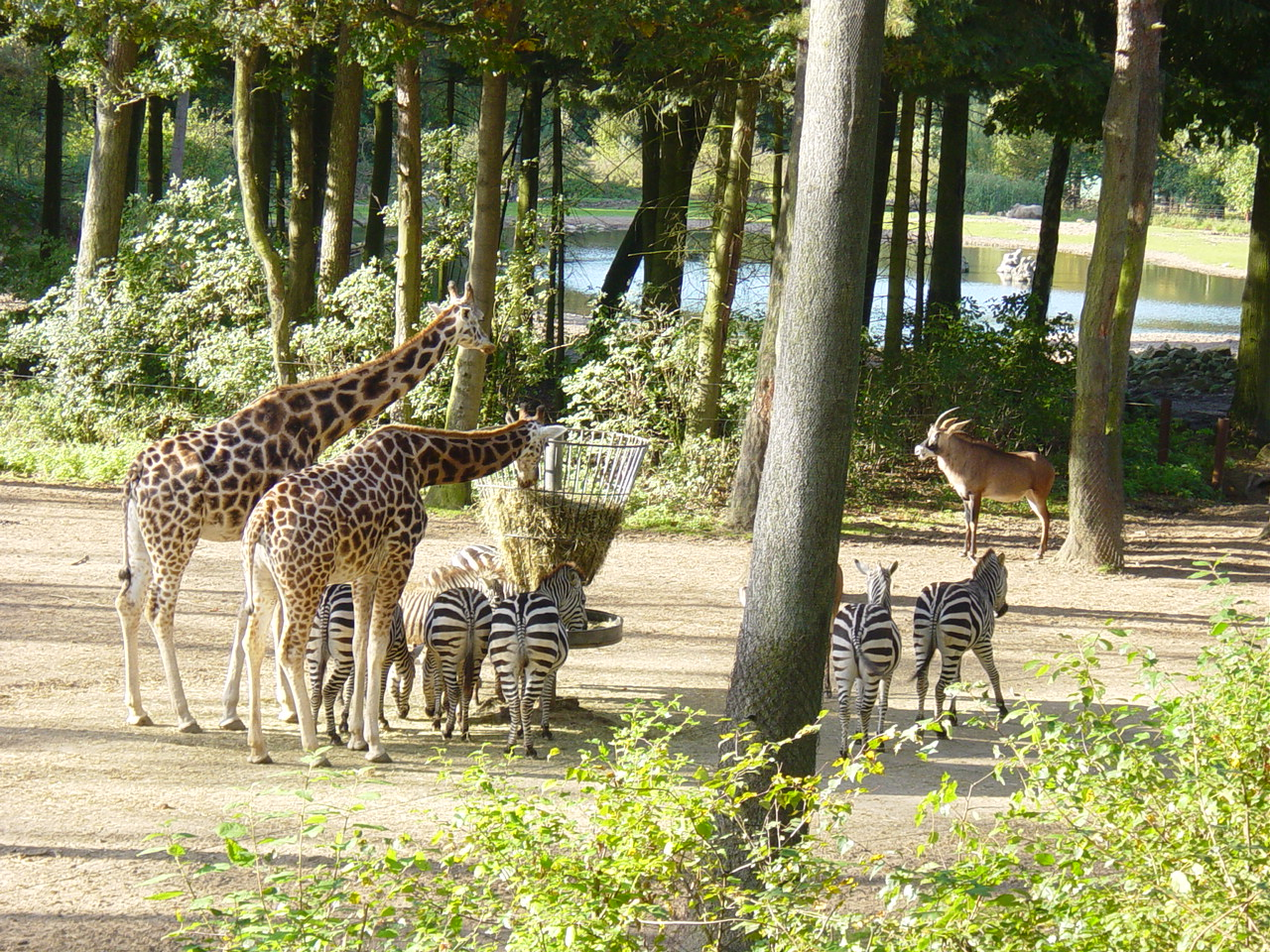
La plaine africaine de Burgers' Zoo.

- Parc zoologique de Plaisance-du-Touch[15]
- Zoo de la Barben[16]
- Réserve zoologique de la Haute-Touche[17]
- Zoo de la Palmyre[18]
- Parc animalier de Branféré[19]
- Espace zoologique de La Boissière-du-Doré[20]
- Jardin zoologique de la ville de Lyon[21]
- Zoo d'Amnéville[22]
- Parc zoologique de Bordeaux Pessac[23]
- Parc zoologique de Jurques[24]
- Parc zoologique de Champrepus[25]
- Bioparc de Doué-la-Fontaine[26]
- Zoo de Pont-Scorff[27]
- Parc zoologique de Fréjus[28] (en projet)
- Parc zoologique de Lunaret[29]
- Le Pal[30]
- Natur'Zoo de Mervent[31]